# タヴェルネッロ
タヴェルネッロ（イタリア語: Tavernello)は、イタリアワインのブランドの1つである。イタリア語名のタヴェルネッロは、「小さな居酒屋」の意味。
Italy's #1 Wineとして広く宣伝し、カヴィロ社により、イタリア国内や世界中で販売されている。タヴェルネッロは世界47カ国に輸出され、イタリアワインのブランドでは世界で最も販売量が多いという。
タヴェルネッロは1983年に発売され、1995年にカヴィロとサントリーが提携した後、カヴィロは2014年に提携農家でのオーガニックぶどう栽培を開始。2018年には、日本で瓶入りのオーガニックワイン「タヴェルネッロ オルガニコ」を発売している。
イタリアワインとして初めてテトラパックで販売されたこと、また安価であること（2009年1月時点で2ユーロ以下）で有名である。包装に関しては、日本とイギリスが例外で、スーパーマーケット等では伝統的な瓶詰めで、500-700円/3.5-5ポンドで販売されている。瓶は、当初は伝統的なコルク栓が採用されていたが、最近はコスト削減と鮮度維持の目的で、アルミニウムのスクリューキャップが用いられている。